# Tolypamminidae
Tolypamminidae' es una familia de foraminíferos bentónicos de la Superfamilia Ammodiscoidea del Suborden Ammodiscina y del Orden Astrorhizida. Su rango cronoestratigráfico abarca desde el Silúrico hasta la Actualidad.

## Discusión
Clasificaciones previas incluían Tolypamminidae en el Suborden Textulariina del Orden Textulariida.

## Clasificación
Tolypamminidae' incluye a las siguientes subfamilias y géneros:
- Subfamilia Tolypammininae, también considerada en la Familia Ammodiscidae
  - Ammodiscella †
  - Ammodiscellites
  - Ammolagena
  - Ammovertella †
  - Hemidiscella
  - Saturnella †
  - Serpulopsis †
  - Tolypammina †
- Subfamilia Usbekistaniinae, también considerada en la Familia Ammodiscidae
  - Flagrospira †
  - Repmaina
  - Turritellella, también considerada en la Subfamilia Turritellellinae
  - Usbekistania

Otra subfamilia considerada en es:
- Subfamilia Lituiforminiudinae
  - Lituiforminoides, también considerada en la Familia Lituotubidae
  - Psammophis, también considerada en la Subfamilia Ammovolumminae

Otros géneros considerados en Tolypamminidae son:
- Adhaerentina † de la Subfamilia Tolypamininae, aceptado como Tolypammina
- Discospirella de la Subfamilia Usbekistaniinae, aceptado como Usbekistania
- Gordiammina de la Subfamilia Usbekistaniinae, aceptado como Glomospira
- Minammodytes † de la Subfamilia Tolypamininae, aceptado como Serpulopsis
- Psammophis † de la Subfamilia Tolypamininae, considerado sinónimo de Ammovertella
- Seguenza de la Subfamilia Usbekistaniinae, aceptado como Glomospira
- Serpulella † de la Subfamilia Tolypamininae, aceptado como Tolypammina
- Tolypamminella de la Subfamilia Usbekistaniinae, aceptado como Glomospira
- Turritellopsis de la Subfamilia Usbekistaniinae, aceptado como Turritellella